# Preston 28 February 1980
| Críticas profissionais | Críticas profissionais |
| Avaliações da crítica  | Avaliações da crítica  |
| Fonte                  | Avaliação              |
| ---------------------- | ---------------------- |
| All Music Guide        | link                   |

Preston 28 February 1980 é um álbum ao vivo da banda britânica de pós-punk Joy Division, lançado em 1999. Ele é o registro de uma apresentação da banda em Preston, Inglaterra, no dia 29 de fevereiro de 1980.

## Faixas
Todas as faixas por Joy Division
1. "Incubation" - 3:06
2. "Wilderness" - 3:02
3. "Twenty Four Hours" - 4:39
4. "The Eternal" - 8:39
5. "Heart and Soul" - 4:46
6. "Shadowplay" - 3:50
7. "Transmission" - 3:23
8. "Disorder" - 3:23
9. "Warsaw" - 2:48
10. "Colony" - 4:16
11. "Interzone" - 2:28
12. "She's Lost Control" - 5:02